# Réactions internationales aux émeutes de 2005 en France
Pour un article plus général, voir Émeutes de 2005 dans les banlieues françaises.
 (février 2009).
Si vous disposez d'ouvrages ou d'articles de référence ou si vous connaissez des sites web de qualité traitant du thème abordé ici, merci de compléter l'article en donnant les références utiles à sa vérifiabilité et en les liant à la section « Notes et références ».

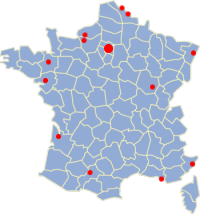
Lieux où l'on a constaté des vandalismes importants

Les réactions internationales aux émeutes de 2005 en France ont été très nombreuses dans la presse mondiale.
En France, les médias internationaux sont critiqués pour polariser et analyser les affrontements selon l'expérience de leur propre pays. Selon Christian Manstei, directeur général d’Odit France, « L’impact est lié au degré de connaissance de notre pays : plus on est loin de la France, plus l’évènement est grossi et caricaturé ». L’analyse des médias étrangers n'en reste pas moins très intéressante, on constate ainsi que le traitement des incidents se fait de manière beaucoup moins teintée de politiquement correct en Europe centrale et aux États-Unis qu'en France. D'une manière générale, tous affirment l'échec total de la politique d'intégration française. Certains interprètent même ces violences comme une preuve de la justesse de leur argumentation considérant l'Islam incompatible avec les « valeurs européennes ». À l’inverse les médias français présentent les émeutes comme le résultat d’une crise sociale profonde n’ayant aucun aspect militant ou revendicatif, sur le plan politique comme sur le plan religieux.

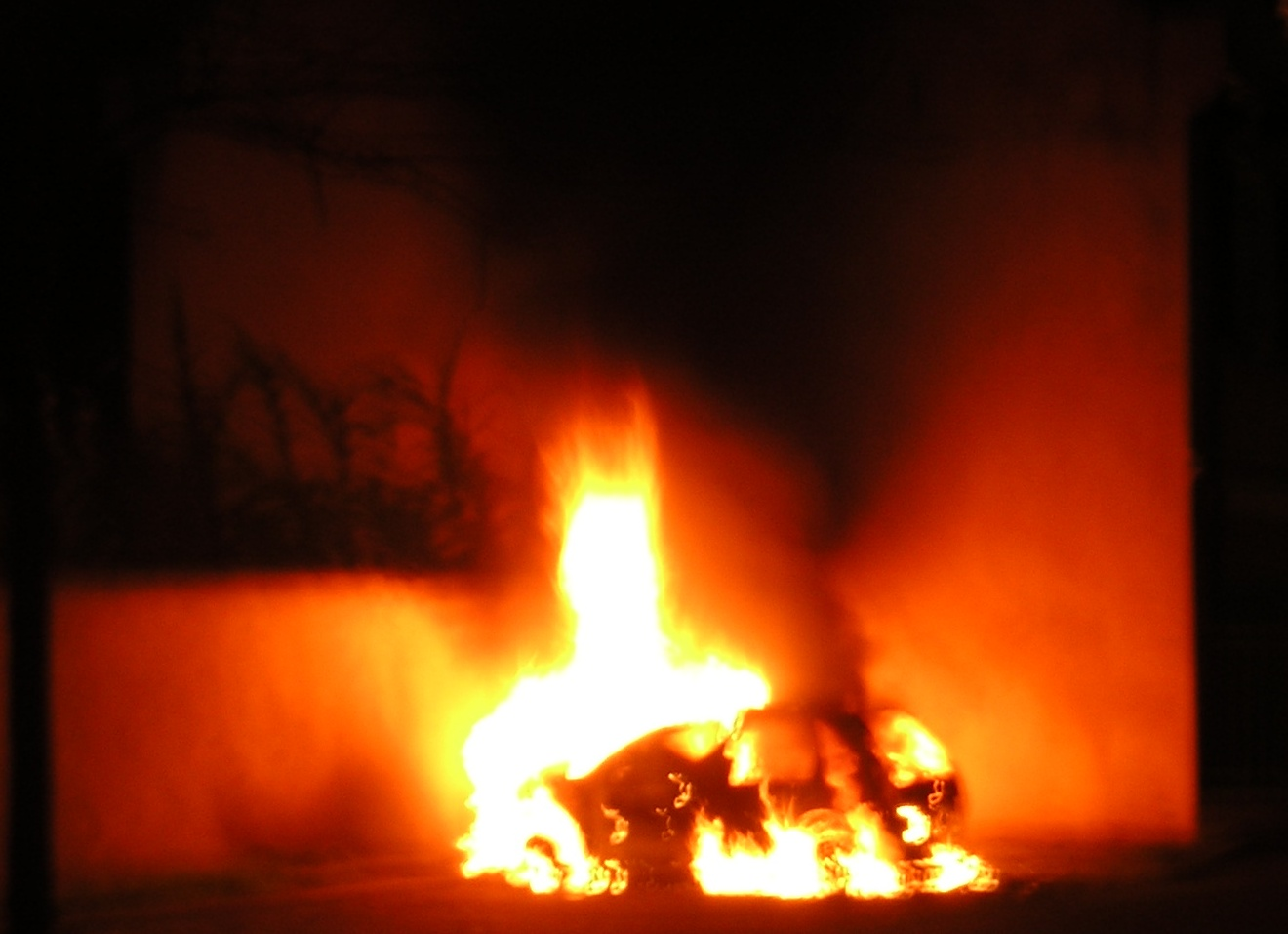
Voiture en flammes à Strasbourg

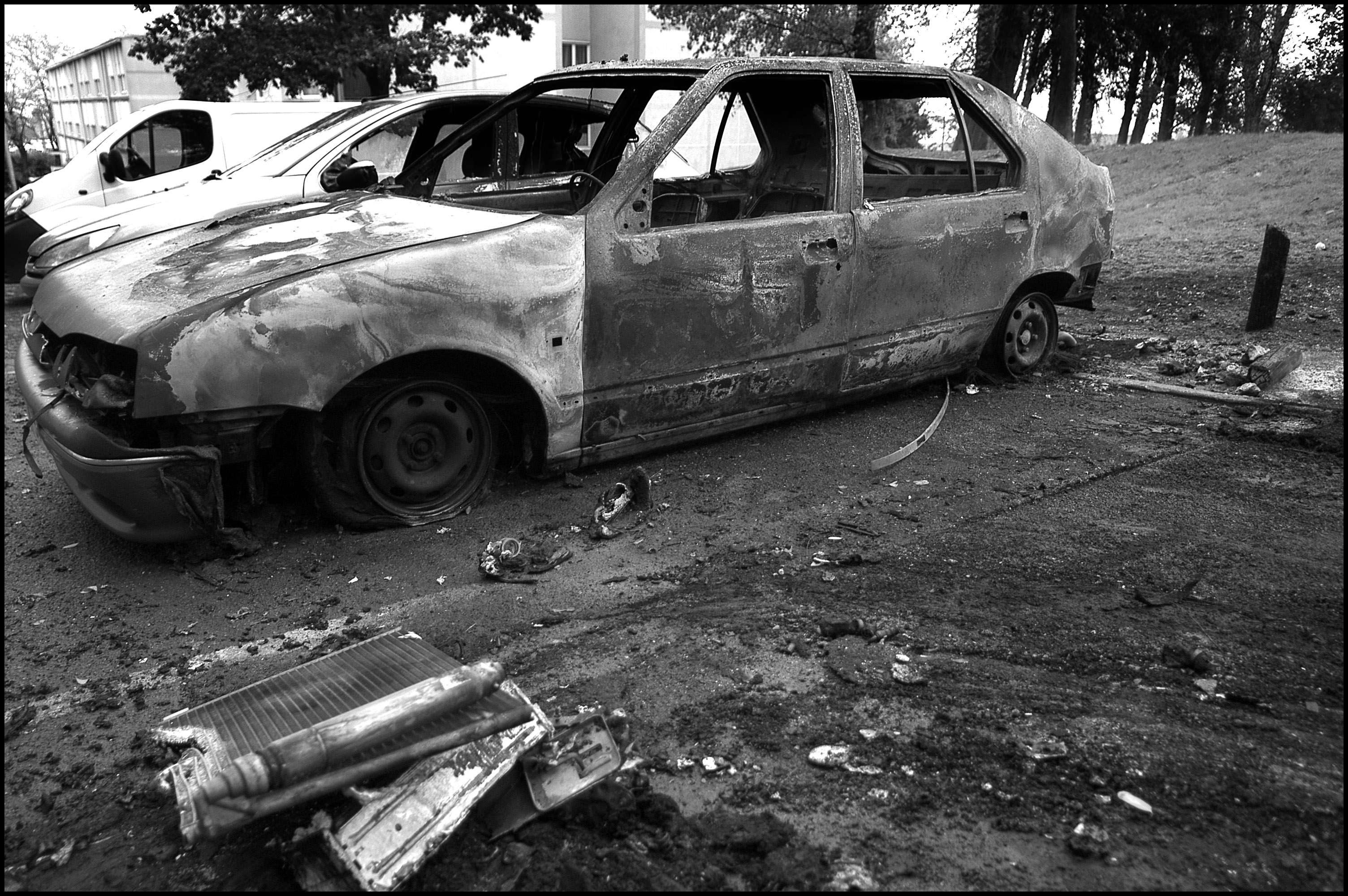
Voiture incendiée

## Algérie
La presse algérienne voit dans ces émeutes le résultat de « décennies de politique d'exclusion » témoignant d'une « intégration en panne ». Certains journaux algériens ont consacré leur une à la crise : « La France est en train de faire face aux conséquences d'une gestion catastrophique de trois générations d'immigration (...) qui ont connu la marginalité et le racisme le plus primaire », écrivait ainsi le quotidien La Nouvelle République, jugeant cette flambée de violence symptomatique de « plusieurs décennies de politique d'exclusion et de mise à l'écart ». Le Quotidien d'Oran a dénoncé les discours simplistes : « …face à une opinion nourrie par un discours présentant les banlieues comme un poste avancé de la 5e colonne islamiste, jouer sur le registre de la peur est sans doute plus facile que de se poser des questions aussi dérangeantes que celles de l'exclusion, d'une intégration en panne ou de cités à la dérive ».

## Allemagne
Dans un éditorial titré « Jeunes, pauvres, chômeurs et musulmans », le quotidien berlinois Der Tagesspiegel estime que ces troubles « sont des signes dramatiques de problèmes non résolus » pour « des immigrés d'Afrique noire et des États du Maghreb (qui) vivent dans des quartiers isolés et dégradés ».
Le journal de Munich Süddeutsche Zeitung (centre-gauche) s'en prend à Nicolas Sarkozy, « devenu un visage de haine pour tous ceux qui sont sans espoir dans les banlieues ». « Sarkozy a jeté de l'huile sur le feu » en déclarant qu'il fallait « nettoyer » les banlieues au karcher et lorsqu'il a insulté les jeunes en les traitant de « racaille », estime-t-il.
Le Welt am Sonntag titre « Anarchie dans les cités-ghettos de France - la vague de violence atteint l'ensemble du pays » (Anarchie in Frankreichs Stadt-Gettos - Welle der Gewalt erfaßt das gesamte Land). Il rappelle que ces violences ont une signification particulière pour la politique française, alors que Villepin et Sarkozy briguent la succession de la présidence. Il rapporte les paroles de l'expert de la CDU concernant les questions de sécurité, Wolfgang Bosbach, qui rappelle qu'en Allemagne, même si la réalité sociale est toute autre, une vague d'émeutes n'est pour autant pas impossible. Pour ce qui est des problèmes d'intégration et problèmes des banlieues, le journal énumère délinquance, chômage des jeunes et problèmes de nationalité ; il écarte les problèmes religieux : « avant tout, les jeunes musulmans sont indifférents à la religion » (Vor allem die jungen Muslime sind religiös indifferent).

## Australie
Le correspondant du Sydney Morning Herald, basé à Londres note combien l'incapacité des autorités françaises à contrôler la spirale de la violence a stupéfié les pays voisins, dont beaucoup comptent une population musulmane impatiente. L'inquiétude monte à l'idée que cette agitation aille se propager ailleurs en Europe.

## Autriche
Le quotidien national Der Standard consacre le 3 novembre l'intégralité de sa page 2 à ces émeutes. Après un rappel des faits depuis le début des incidents, l'article évoque comme causes la tension sociale dans les banlieues (et les problèmes des banlieues depuis 30 ans), le chômage chez les jeunes, la "ligne dure" de Nicolas Sarkozy et ses propos récents, et surtout la discrimination ethnique. Ainsi, selon le quotidien « Quitter le ghetto et trouver une place dans la société française est à peine possible lorsqu'on s'appelle Mohamed ou Yasmina. ». Le même quotidien y consacre à nouveau une page le 9 novembre, cette fois pour présenter quelques réactions internationales. Le 14 novembre, il publie une interview de Dominique Vidal qui évoque en particulier le problème du chômage, en citant notamment une étude de Jean-François Amadieu sur la discrimination à l'emploi.
Ces évènements sont très suivis par l'ensemble de la presse autrichienne.

## Belgique
Outre les éléments factuels, La Libre Belgique s'intéresse surtout au traitement politique des émeutes : « Face à cette flambée, Nicolas Sarkozy, pris en flagrant délit d'impuissance, a un peu baissé le ton. Le ministre de l'Intérieur promet toujours de châtier les émeutiers mais il se garde désormais de tout dérapage verbal qui pourrait à nouveau faire passer sa politique de fermeté pour une stratégie délibérée de la tension. ».

## Cameroun
Dans la Nouvelle Expression du Cameroun, l'éditorial intitulé «France : les fissures de la république !» montre que la France aurait renoncé à son idéal républicain en limitant l'immigration et en discriminant les fils et filles d'étrangers.  Il fustige également les idées de Nicolas Sarkozy.

## Canada
Radio-Canada parle de « violences urbaines » et de « fureur populaire » en banlieue de Paris (Article de Radio-Canada).  LCN (Le Canal Nouvelles) fait un constat semblable (Article de LCN).
Maurice Georges Dantec intervient le 5 novembre sur la chaîne de télévision francophone TQS et parle de « prologue à la future guerre civile française ».
Tout comme les États-Unis d'Amérique, la Russie et la Grande-Bretagne, le Canada a recommandé la prudence à ses ressortissants se rendant ou se trouvant en France.
Le 9 novembre, une cinquantaine d'anarchistes ont manifesté en appui aux émeutiers devant le consulat français à Montréal, selon le journal Le Devoir et la chaîne télé TVA.

## Chine
L'un des quotidiens les plus populaires de Pékin, le Beijing News, se demande s'il est raisonnable pour les touristes chinois de se rendre à Paris.

## Côte d'Ivoire
En Côte d'Ivoire, la France est sévèrement critiquée dans le contexte de la guerre civile. Le journal pro-gouvernemental Notre Voie expliquait : «Voilà donc la grande France confrontée à une rébellion de fils d'immigrés qui refusent de discuter avec Sarkozy, mais accepteraient volontiers Villepin. Et si la Côte-d'Ivoire leur proposait gracieusement une table ronde à Grand-Bassam, une banlieue abidjanaise ?», allusion aux accords Kléber.

## Cuba
L'organe de presse du parti communiste cubain Granma publie dans sa version francophone un article dans lequel il explique que la cause des violences est avant tout "centaines d’années d’exploitation, d’abord dans les pays d’origine, et ensuite dans le « paradis » qu’ils ont pensé rencontrer, où l’on a besoin d’eux, mais où ils sont discriminés et maltraités impunément comme aujourd’hui." 
Le reste de l'article décrit de façon objective les violences dans leur ensemble.

## Espagne
Le quotidien de centre-gauche El País  rappelle les événements de ces derniers jours : « Alors qu'à Clichy, le scénario était celui d'un quartier sur le pied de guerre, les épisodes de mardi ressemblaient plus à des escarmouches de groupes de "guérilleros" peu nombreux, qui évitaient l'affrontement avec les forces de l'ordre mais qui les provoquaient en incendiant voitures et poubelles. »
Le journal analyse également le débat au niveau politique : « Principal pénalisé par cette crise, Nicolas Sarkozy, ministre de l'Intérieur, président du parti gouvernemental et principal ennemi politique du Premier ministre, dont la consigne de "tolérance zéro" semble être à l'origine de cette guerre. » El Pais précise que Villepin et Sarkozy ont chacun annulé leurs obligations pour « tenter d'arrêter la spirale d'une rébellion dans les "banlieues" » (ndlr : en français dans le texte). 
Pour le quotidien libéral El Mundo , « …les inégalités et le manque d'intégration… » favorisent la violence, mais « …un État ne peut tolérer les attaques de vandalisme de ces groupes (…) organisés comme une guérilla urbaine ».
Le journal libéral ABC dénonce l'attitude schizophrène de la France : "Elle a légitimé les différences culturelles dans un climat de tolérance, tolérance qu'elle dément dans les faits puisqu'elle condamne à la pauvreté et à l'isolement ceux qui ne peuvent pas s'intégrer socialement parce que leur mentalité et leur mode de vie vont à l'encontre des valeurs d'une culture profondément laïque et égalitaire comme l'est la république française". Résultat : "La société française a condamné toute une génération à se sentir étrangère dans son propre pays."

## États-Unis
Dès le 4 novembre 2005, le Los Angeles Times consacrait un article sur les émeutes et sur leurs causes (mort par électrocution des deux jeunes à Clichy-sous-Bois ; visite de Nicolas Sarkozy du 26 octobre).
Après l'avoir traité par des brèves, le New York Times aborde pour la première fois le sujet dans son édition de jeudi en se concentrant sur l'intervention de Chirac. Idem avec le Washington Post. Les deux journaux tentent d'expliquer la situation à leurs lecteurs de manière sommaire en dressant un tableau très négatif des banlieues : chômage, misère sociale, criminalité, échec de l'intégration des enfants d'immigrés.
Le Washington Times (conservateur) parle, quant à lui, de « musulmans qui défient la police » et s'inquiète de ses ressortissants américains, les appelant à éviter Paris, la Seine-Saint-Denis et la région parisienne dans son ensemble mais également la Normandie et Marseille.
Le Boston Globe perçoit les évènements comme un signe d’impuissance des pouvoirs publics français dans un article du 7 novembre 2005 :, ce qui se traduit par les propos suivants : « [...] Les officiels désespérés ont décidé hier de mettre plus d'hélicoptères et de forces de police dans la vaine tentative de réprimer les plus importants troubles civils dans le pays jamais vus depuis des décennies. [...] la police ne semble pas avoir de stratégie claire pour traiter cette crise qui s'aggrave de jour en jour. À travers tout le pays, environ 3 000 véhicules et des dizaines de commerces ont été détruits dans la nuit d'hier, la plus destructrice et la plus anarchique depuis que les émeutes ont débuté le 27 octobre. [...] au moins trois voitures ont été incendiées sur la Place de la République, un quartier animé situé au nord-est du centre de Paris et dont les brasseries et les bars sont fréquentés par les touristes et les Parisiens. Des dizaines de véhicules ont été brulés par des groupes mobiles d'agresseurs dans d'autres parties de la ville, renommées pour leur beauté et leur raffinement. On a trouvé des preuves hier que les incendiaires en fuite sont mieux organisés que les autorités le pensaient. Le garde des sceaux a annoncé la découverte d'une fabrique de cocktails Molotov à Évry, au sud de Paris [...]. ». Cette présentation inquiétante rejoint celle de Fox News qui a symbolisé le sujet par une Tour Eiffel en feu bien que les émeutes sont circonscrites aux banlieues des grandes agglomérations du pays et absentes des centres-villes touristiques.
Le sujet a été abordé durant plusieurs jours sur la page d'accueil de CNN.com  et a même fait la "Une" du site web après l'intervention de Chirac au Conseil des ministres.
Le New York Times publiait le 7 novembre 2005 un article qui titrait sur le premier mort et l'augmentation de la violence à Paris : le journal rapportait aussi que plusieurs pays incluant l'Australie, l'Autriche, l'Allemagne et la Grande-Bretagne, exhortaient leurs ressortissants à la plus grande prudence en France.
USA Today stigmatise une certaine hypocrisie française : « Les Français ont été rapides à pointer les problèmes de pauvreté, d'inégalité et d'incompétence des pouvoirs publics américains au lendemain de l'ouragan Katrina, mais ils se retrouvent avec exactement les mêmes difficultés sur leur propre territoire. »
La chaîne indépendante Current TV a offert depuis lundi plusieurs reportages sur la question. L'animateur Conor Knighton (en) a déclaré que la situation actuelle rappelait le scénario du film La Haine. Fidèle au ton et au format de cette station, les reportages donnent d'abord la parole aux jeunes gens habitants la banlieues françaises offrant ainsi un accès privilégié à un point de vue pour l’instant quasiment inexprimé sur les médias américains.

## Finlande
Pour le quotidien finlandais suédophone no 1, Hufvudstadsbladet, ces troubles ne sont pas le fait « de jeunes isolés » mais un « cri d'alerte de toute une génération d'enfants de l'immigration que la société française n'a pas intégrés ». « Quelle aubaine pour le terrorisme ! », conclut l'éditorial du journal, qui titre : « Une vie sans avenir conduit aux troubles ».

## Iran
En Iran, on en appelle « le gouvernement français et la police » à « traiter leurs minorités avec respect ». « Nous espérons que (...) nous n'assisterons pas à la violation des Droits de l'homme dans ce pays… », a déclaré le porte-parole du ministère des Affaires étrangères iranien.
"Paris à feu et à sang", écrit l'éditorialiste du Tehran Times, journal très proche du régime islamique, cette situation prouve que "le gouvernement français maltraite ses citoyens noirs". Et l'éditorialiste de conclure que "la France est dans une situation si critique que l'extension de ces démonstrations de violence pourrait même mener à l'effondrement de la France et à sa division entre les zones musulmane et chrétienne". 
Mais Iran Daily salue lui le caractère démocratique de la situation. En effet, "les démocraties florissantes ont si bien informé leurs citoyens de leurs droits que même les immigrés peuvent maintenant les réclamer. Bien que ces troubles risquent d'avoir des conséquences socio-économiques déplorables, ils n'entameront pas le système démocratique."

## Italie
Le Corriere della Sera  fait remarquer que ces émeutes se produisent à quelques kilomètres du Stade de France, lieu emblématique de la victoire au Mondial de 1998 et symbole de la France « black-blanc-beur ». Il souligne que ce symbole d'une intégration multiethnique est désormais révolu avec les affrontements entre « enfants d'immigrés, prénommés Zyad ou Bouna, et des pelotons de CRS ». Comme d'autres journaux européens, il remet aussi en perspective la bataille entre Nicolas Sarkozy et sa politique de « tolérance zéro » face à l'approche plus pédagogique défendue par d'autres membres du gouvernement.
Le journal économique Il Sole 24 Ore  compare la situation française avec celle de Los Angeles où « la réhabilitation des ghettos reste une promesse », et celle de Londres où « …après beaucoup de tensions, l'intégration est en voie d'amélioration.
Le chef de l'opposition de centre-gauche et ancien président de la Commission européenne Romano Prodi a estimé que l'embrasement des banlieues déshéritées n'était « qu'une question de temps », car les périphéries de la péninsule (italienne) « sont les pires d'Europe ».

## Japon
Le Japon déconseille fortement à ses ressortissants de se rendre dans les zones françaises à risque et à éviter de se rendre en France si possible.
Le quotidien Asahi Shimbun parle de l'échec de l'intégration et la fracture sociale en France ; en abordant l'aspect politique de la crise de banlieues, il rapporte également que les critiques adressées à Nicolas Sarkozy n'entament pas pour le moment sa popularité, qui demeure très élevée. Mais « l'extrême droite, qui était plutôt calme ces derniers temps, s'apprête à relancer une campagne contre les immigrés. ».
Par ailleurs, les émeutes urbaines françaises sont données en exemples négatifs par des politiciens opposés au développement de l'immigration au Japon.

## Libye
Le président français Jacques Chirac, dont le silence étonne certains députés de sa propre majorité, a reçu une offre d'« aide » de la part du dirigeant libyen Mouammar Kadhafi, selon l'agence officielle libyenne Jana.

## Maroc
Le royaume du Maroc propose à la France une aide sous la forme d'envoi de conseillers.
L'opposition a fustigé "le comportement fasciste de M. Sarkozy qui fait les yeux doux aux Front National".
Le roi lui-même s'est dit attristé par la situation que vivent les Français d'origine africaine.

## Mauritanie
Pour le Mauritanien Mohammed Fall Oul Oumer, directeur de l'hebdomadaire La Tribune, la question est avant tout économique. « Le problème qui se pose réside dans l'incapacité de l'Occident à redistribuer équitablement les bénéfices de la croissance. Il s'agit d'une crise économique dont résulte une crise identitaire », estime-t-il.
De plus quelle est la réponse des pouvoirs publics face aux émeutes urbaines?

## Pays-Bas
Pour le quotidien néerlandais Het Financieele Dagblad, les banlieues françaises sont « des volcans qui entrent en éruption à peu près tous les dix ans ».

## République tchèque
Siegfried Mortkowitz, de Lidové noviny a écrit : « Les émeutes sont les résultats d'une trentaine d'années de racisme, de ségrégation et d'indifférence ».
Le journal Halo noviny (journal du parti communiste) estime que ces évènements étaient des désordres sociaux provoqués par la pauvreté et la police, qui a poussé deux jeunes dans un réseau à haute tension, ce qui les a tué. Les habitants de la cité ont déclenché des désordres, puis les jeunes activistes les ont rejoints. L'auteur de Halo noviny ajoute encore dans son article que les criminels et islamistes ont profité de cette situation pour voler et attaquer des cibles chrétiennes.
Mladá Fronta Dnes estime que ces évènements « s'inscrivent sans nul doute dans le grand thème « Où les musulmans de l'Europe se dirigent-ils ? », qui ne cesse de fasciner et d'inquiéter » ; « …les conséquences (des violences) risquent d'être catastrophiques pour la France car chaque jour de guerre jette de l'huile sur le feu des relations déjà tendues avec la société majoritaire », relève Dnes.
En général, les quotidiens tchèques n'ont pas traité très profondément ce problème. Des politiciens de droite en ont profité pour prévenir une situation qui pourrait potentiellement éclater en République tchèque aussi (par rapport à la minorité de tsiganes-gitans-romové). Jan Karas, député considéré comme un partisan des catholiques intégristes, écrit que : « l’idée du multiculturalisme se terminait, les émeutes étaient les résultats de la haine des immigrés et des musulmans. Le mode d’intégration à la française est mauvais et la faute de la France est qu’elle a laissé plus de 5 millions d’immigrés menacer notre civilisation européenne par un conflit de civilisation. »

## Royaume-Uni
Outre-Manche, l'explosion de violence dans les banlieues est l'occasion de s'interroger sur le modèle d'intégration français, opposé à celui du communautarisme typiquement anglo-saxon, qui a également montré ses limites ces derniers mois.
Le sujet est ainsi largement traité par BBC News, le site de référence en Angleterre. Outre les sujets factuels, il estime que cette explosion de violence provient du sentiment d'exclusion des jeunes musulmans et de la ghettoïsation des banlieues. L'intellectuel Nadir Dendoune, qui a grandi dans une cité de Seine St Denis, explique qu'à son époque, « tout le monde était pauvre. Mais il y avait des Français, des Européens du Sud et de l'Est, des Noirs et des Maghrébins. Sur mes photos de classe, plus de la moitié des élèves étaient blancs. Aujourd'hui, il y en a à peine deux. » 
The Times (conservateur), ajoute que ces émeutes « obligent tout simplement le gouvernement à admettre son échec à intégrer une large partie de la communauté immigrée ». « La politique d'immigration a eu pour effet de créer des ghettos, principalement pour des minorités africaines qui souffrent de discrimination pour le logement, l'éducation et l'emploi » analyse pour sa part The Guardian, quotidien à tendance social-libérale, avant de conclure : même si elles vont à l'encontre du principe républicain où tout citoyen est égal, « la France devra un jour ou l'autre en venir à des mesures comme la discrimination positive ».

## Russie
En Russie, la presse et les journaux télévisés n'hésitent pas à comparer, la Seine-Saint-Denis à la Tchétchénie et mentionnent le fait que ces émeutes qui se déroulent en France sont dues surtout à des « problèmes ethniques et raciaux », des émeutes « menées par des Africains », tandis que la France, « donneuse de leçons » (selon une certaine presse russe), est incapable de gérer une situation qui dure.
Le bihebdomadaire Novaïa Gazeta, s'interroge, à la lumière des évènements, sur le fonctionnement des médias français, leur rôle, leur rapport au politiquement correct et à l'autocensure.
- Voir l'article du Monde, 16 novembre 2005 "Les "immigrés" français font peur à Moscou"

## Sénégal
Le président du Sénégal, Abdoulaye Wade, alors en visite privée à Paris, a réagi aux émeutes en banlieue parisienne en déclarant que la France devait « …casser les ghettos et intégrer les Africains qui demandent à être intégrés… » ; « …le problème de l'émigration des Africains en Europe pourrait être résolu si nous entamions réellement le développement de l'Afrique pour que chez nous nos enfants trouvent les moyens de vivre de façon décente… »Source
, a indiqué le président sénégalais.

## Suède
« Le gouvernement français a raison de dire que la ligne dure n'est pas suffisante », commente un éditorial du quotidien de référence suédois Dagens Nyheter. Mais « …malheureusement le gouvernement français (…) a du mal à voir que la solution à long terme est une économie plus libre qui peut donner plus de croissance et donc plus d'emploi ».
Dagens Nyheter constate aussi « [qu']à Paris, la frontière ne s'étend plus entre la rive gauche [jugée plus intellectuelle] et la rive droite » mais « [entre le] centre et [la] périphérie ». « Le mépris envers les arabes est fondamental », continue le journal, « et la haine des banlieues contre les parisiens est profonde et brulante ».

## Suisse
Le quotidien genevois francophone Le Temps note, lui, que cette situation « est le fruit d'un long pourrissement dans lequel tous les gouvernements, de gauche comme de droite, ont une part de responsabilité » en France.
Ces émeutes aurait en outre « caillassé » autant les ambitions de Nicolas Sarkozy, candidat déclaré à l'élection présidentielle de 2007, que celles du Premier ministre Dominique de Villepin, selon le journal suisse. Analyse contredite depuis par les sondages français de cote de popularité des dirigeants politiques.

## Turquie
Le premier ministre turc a déclaré dans le quotidien national Milliyet, que la « prohibition française envers le foulard islamique dans les écoles était l'une des raisons de la croissance et de la violence dans les banlieues ». Pour autant, aucun groupe d’émeutiers n’a formulé de revendications claires sur le sujet, et aucun lien ne peut être établi entre les émeutiers et les organisations françaises ayant milité contre l’interdiction du foulard islamique.
Par ailleurs, le foulard islamique n'était à l'époque pas autorisé dans les écoles publiques turques.